# Quindío
Quindío és un departament de Colòmbia que inclou els municipis d'Armenia, Buenavista, Calarcá, Circasia, Córdoba, Filandia, Génova, La Tebaida, Montenegro, Pijao, Quimbaya, Salento.